# Кузьминовка (Шарлицький район)
Кузьми́новка (рос. Кузьминовка) — село у складі Шарлицького району Оренбурзької області, Росія.

## Населення
Населення — 4 особи (2010; 9 у 2002).
Національний склад (станом на 2002 рік):
- росіяни — 78 %